# Cyanoramphus novaezelandiae cyanurus
Sous-espèce
Synonymes
- Cyanoramphus cyanurus

Cyanoramphus novaezelandiae cyanurus est une sous-espèce de la Perruche de Sparrman, espèce d'oiseaux de la famille des Psittacidae. Cette sous-espèce est endémique des îles néozélandaises Kermadec dans le sud-ouest de l'océan Pacifique.
C'est le premier exemple documenté d'une perruche recolonisant une île après l'élimination des prédateurs introduits par l'homme.

## Description
La perruche des Kermadec est une perruche de taille moyenne, au plumage surtout vert avec une capuche et une bande au niveau des yeux pourpres. Mesurant environ 29 cm de longueur et pesant de 80 à 90 g, elle est nettement plus grande que la sous-espèce nominale, de même qu'elle a un plumage sensiblement plus bleu,.

## Distribution
La perruche vit dans l'archipel des Kermadec, à environ 1 000 km au nord-nord-est de l'île du Nord de la Nouvelle-Zélande et à 900 km au sud-sud-ouest de l'île 'Ata des Tonga. Elle avait été éradiquée de Raoul, l'île principale de l'archipel, d'une superficie de 30 km2, au début du XIXe siècle avec les derniers individus vivants notés en 1836 et cela à la suite de l'introduction par l'homme de chèvres, chats et de rats brun et polynésien. Elle a survécu uniquement sur les îlots situés de 2 à 4 km de là, où il y a environ 50 couples reproducteurs, et sur l'île de Macauley à environ 100 km au sud avec environ 10 000 couples reproducteurs.
Pendant 172 ans, aucune amélioration n'a été enregistrée sur Raoul, bien que parfois des oiseaux vagabonds isolés y aient été observés. En 2008, après la suppression des chèvres en 1986, des rats en 2004 et des chats en 2006, la Perruche à couronne rouge a de nouveau recolonisé l'île, vraisemblablement avoir occupé les îlots Herald.

## Comportement
Les perruches vivent normalement par deux ou en petits groupes en dehors de la saison de reproduction. Elles peuvent former des troupes, même si certains couples rester seuls toute l'année. Elles cherchent leur nourriture sur ou près du sol, se rassemblant près des sources pour boire et se baigner. Les troupes peuvent parfois voler vers les îles voisines pour se nourrir.

### Sources
- (en) P.J. Higgins (ed)., Handbook of Australian, New Zealand and Antarctic Birds.  Volume 4 : Parrots to Dollarbird, Melbourne, Oxford University Press, 1999, 1248 p. (ISBN 978-0-19-553071-1, LCCN 91209529), p. 490
- (en) Luis Ortiz-Catedral, Stephanie Ismar, et al., « Recolonization of Raoul Island by Kermadec red-crowned parakeets Cyanoramphus novaezelandiae cyanurus after eradication of invasive predators, Kermadec Islands archipelago, New Zealand », Conservation Evidence, vol. 6,‎ 2009, p. 26–30 (lire en ligne)
- (en) T. Salvadori, « Descriptions of two new species of parrots of the genus Cyanoramphus in the British Museum », Ann. Mag. Nat. Hist., vol. 7, no 6,‎ 1891, p. 68
- (en) « Kermadec Red-fronted Parakeets », AvianWeb (consulté le 18 août 2010)